# Djan Silveberg
Djan Silveberg (Chambéry, 1969) és un artista polifacètic que viu i treballa a França i Luxemburg.
Utilitza diverses formes d'expressions artístiques en un enfocament lúdic i humorístic de les seves obres, mesclades amb una recurrent «poesia narrativa».

## Biografia
Després dels seus estudis a França (Lió i Grenoble), va començar la seva carrera artística a Anglaterra (Canterbury) i a Itàlia (Roma), participant en una primera exposició de fotografia sobre Irlanda el 1992. Tot seguit, el 1994 amb Quelques Vers de Rome - MXMXCIV va començar a combinar imatges (fotografies en blanc i negre) i paraules (poesia), que s'estableixen les bases del seu enfocament de «poesia narrativa». El 1995 i 1996, "'Quelques Vers de Rome - MXMXCIV es presenta com una exposició individual a La Ravoire, Chambery, i finalment a Lió. L'obra va ser editada en llibre el 1997.
Entre 1996 i 2001 Djan Silveberg va desenvolupar el seu enfocament artístic de la pintura sota el pseudònim de «Violette de Villard-Valmar», amb la sèrie Cow, mentre continua els seus treballs sobre imatges i paraules com Djan Silveberg. Les dues obres principals d'aquest moment són The Sigmae Folio amb dibuixos i poemes en anglès, i Chants d'Amour et de Liberté de la que s'han publicat diversos extrets a la revista Art & Poesie.
El 2009, Djan Silveberg va donar un nou impuls a la seva carrera artística mitjançant l'ús de noves formes d'expressió, com l'escultura, amb diversos projectes desenvolupats en els últims anys: 
- Sic transit Gloria Mundi
- Willy Rabbit's Adventures in Cityland
- Impressions
- Hypermodern Times

## Obres literàries
- Silveberg, Djan. Quelques Vers de Rome -MXMXCIV (en francès).  Odes & Chimeres, 1997. ISBN 2-911795-00-8.